# Zhongnan Shan
Das Zhongnan Shan (chinesisch 終南山 / 终南山, Pinyin Zhongnan Shan, englisch Zhongnan Mountain/Mt. Zhongnan) – auch Zhongnan-Gebirge, Zhongnanshan, Zhongnan-Berg genannt und unter mehreren chinesischen Namen bekannt (darunter Nan Shan 南山) – ist ein ca. 40 km südlich der Stadt Xi’an in der chinesischen Provinz Shaanxi gelegenes Gebirge, ein Vorläufer des Qinling-Gebirges. Zu seinen wichtigsten Bergen zählen Cuihua Shan 翠华山, Nanwutai 南五台, Guifeng Shan 圭峰山 und Louguan Tai 楼观台.
Das Gebirge ist eine bedeutende Stätte des religiösen Daoismus. Wang Chongyang, der Gründer der Quanzhen-Schule des Daoismus, praktizierte hier. Am Ort des daoistischen Tempels Louguan Tai (chinesisch 楼观台, englisch The Lookout Tower Platform/Louguan Terrace/Lookout Tower Monastery) in Zhouzhi soll der Legende zufolge Laozi von Yin Xi aufgefordert worden sein, sein Wissen mitzuteilen.
Unter dem Zhongnan Shan verläuft der Zhongnanshan-Tunnel, der längste Straßentunnel Asiens und der zweitlängste der Welt.
Koordinaten: 33° 54′ N, 108° 59′ O